# Astragalus dactylocarpus
Astragalus dactylocarpus es una especie de planta del género Astragalus, de la familia de las leguminosas, orden Fabales.

## Distribución
Astragalus dactylocarpus se distribuye por Afganistán, Irán, Irak, Kirguistán, Kuwait, Líbano-Siria, Palestina, Arabia Saudita, Sinaí, Tayikistán, Turquía y Uzbekistán.

## Taxonomía
Fue descrita científicamente por Boiss. Fue publicada en Diagn. Pl. Orient. ser. 1, 2: 60 (1843).